# Hugo VIII van Lusignan
Hugo VIII van Lusignan bijgenaamd de Oude (circa 1106 - Aleppo, 1173) was van 1151 tot aan zijn dood heer van Lusignan. Hij behoorde tot het huis Lusignan.

## Levensloop
Hugo VIII was de zoon van heer Hugo VII van Lusignan en Sarassine van Lezay. In 1151 volgde hij zijn vader op als heer van Lusignan.
In 1140 huwde hij met Bourgogne (overleden in 1169), dochter van heer Godfried I van Rancon. Ze kregen volgende kinderen:
- Hugo (1141-1169), vader van heer Hugo IX van Lusignan
- Amalrik (1145-1205), koning van Cyprus en koning van Jeruzalem
- Godfried (1150-1216), graaf van Jaffa en Asjkelon
- Robert (1150), jong gestorven
- Gwijde (1150-1194), koning van Jeruzalem en Cyprus
- Peter, werd vermoedelijk priester
- Willem (1163-1208), heer van Valence

In 1163 trok Hugo VIII op kruistocht naar Palestina. Op 11 augustus 1164 nam hij deel aan de Slag bij Artah, waarbij hij gevangengenomen werd door de troepen van Nur ad-Din. Vervolgens werd hij in Aleppo gevangengezet. Hugo VIII verbleef in gevangenschap tot aan zijn overlijden in 1173. Zijn zoon Hugo vertegenwoordigde hem in zijn thuisland. Omdat die reeds in 1169 was overleden, werd Hugo VIII als heer van Lusignan opgevolgd door zijn kleinzoon Hugo IX. 

## Voorouders
| Voorouders van Hugo VIII van Lusignan (1106-1173) | Voorouders van Hugo VIII van Lusignan (1106-1173)                  | Voorouders van Hugo VIII van Lusignan (1106-1173)                  | Voorouders van Hugo VIII van Lusignan (1106-1173)                  | Voorouders van Hugo VIII van Lusignan (1106-1173)                  | Voorouders van Hugo VIII van Lusignan (1106-1173)                  | Voorouders van Hugo VIII van Lusignan (1106-1173)                  | Voorouders van Hugo VIII van Lusignan (1106-1173)                  | Voorouders van Hugo VIII van Lusignan (1106-1173)                  |
| ------------------------------------------------- | ------------------------------------------------------------------ | ------------------------------------------------------------------ | ------------------------------------------------------------------ | ------------------------------------------------------------------ | ------------------------------------------------------------------ | ------------------------------------------------------------------ | ------------------------------------------------------------------ | ------------------------------------------------------------------ |
| Overgrootouders                                   | Hugo V van Lusignan (-1060) ∞ ? Almodis van La Marche (1020-1071)  | Hugo V van Lusignan (-1060) ∞ ? Almodis van La Marche (1020-1071)  | ? (–) ∞ ? (-)                                                      | ? (–) ∞ ? (-)                                                      | ? (–) ∞ ? (-)                                                      | ? (–) ∞ ? (-)                                                      | ? (–) ∞ ? (-)                                                      | ? (–) ∞ ? (-)                                                      |
| Grootouders                                       | Hugo VI van Lusignan (1039-1102) ∞ ? Hildegard van Thouars (- )    | Hugo VI van Lusignan (1039-1102) ∞ ? Hildegard van Thouars (- )    | Hugo VI van Lusignan (1039-1102) ∞ ? Hildegard van Thouars (- )    | Hugo VI van Lusignan (1039-1102) ∞ ? Hildegard van Thouars (- )    | ? (–) ∞ ? (-)                                                      | ? (–) ∞ ? (-)                                                      | ? (–) ∞ ? (-)                                                      | ? (–) ∞ ? (-)                                                      |
| Ouders                                            | Hugo VII van Lusignan (1065-1151) ∞ ? Sarassine van Lezay (- 1144) | Hugo VII van Lusignan (1065-1151) ∞ ? Sarassine van Lezay (- 1144) | Hugo VII van Lusignan (1065-1151) ∞ ? Sarassine van Lezay (- 1144) | Hugo VII van Lusignan (1065-1151) ∞ ? Sarassine van Lezay (- 1144) | Hugo VII van Lusignan (1065-1151) ∞ ? Sarassine van Lezay (- 1144) | Hugo VII van Lusignan (1065-1151) ∞ ? Sarassine van Lezay (- 1144) | Hugo VII van Lusignan (1065-1151) ∞ ? Sarassine van Lezay (- 1144) | Hugo VII van Lusignan (1065-1151) ∞ ? Sarassine van Lezay (- 1144) |